# Skansen bojowy 1 Armii Wojska Polskiego w Zdbicach
Skansen bojowy 1 Armii Wojska Polskiego – skansen uzbrojenia związanego z walkami o przełamanie Wału Pomorskiego w 1945, zlokalizowany w Zdbicach (gmina Wałcz).

## Historia
Powstanie skansenu wiąże się z podjętą w 1980 decyzją o utworzeniu w rejonie Zdbic Centralnego Rejonu Pamięci 1 Armii Wojska Polskiego. Założenie miało bardzo szeroki program i polegało na zamiarze utworzenia swoistej panoramy walk z 1945. Część prac wykonano (np. nad jeziorem Smolnym i w Zdbicach), inne nigdy nie doczekały się realizacji. Przy tworzeniu projektu zaangażowane było m.in. wojsko.
Jednym z elementów Rejonu Pamięci było utworzenie dużego skansenu sprzętu bojowego i inżynieryjnego wykorzystywanego przez stronę polską w czasie walk o Wał Pomorski. Zorganizowano go wzdłuż wschodniej skarpy rynny jeziora Zdbiczno, nieco na północny zachód od wsi. W zamyśle ekspozycja miała obrazować natarcie jednego z batalionów 12 pułku piechoty na położone na drugim brzegu rzeki pozycje i umocnienia niemieckie. Po stronie polskiej wykonano rowy strzeleckie i ziemne schrony bojowe. Wyeksponowano także dużą ilość sprzętu ruchomego: moździerzy, dział, czołgów oraz katiusze (część z nich w ogóle nie brała udziału w walkach o ten rejon). Przy szosie urządzono duży parking i pawilony dla turystów. Docelowo miał tu stanąć monumentalny pomnik zdobywców Wału Pomorskiego, który nigdy nie został zbudowany. Od parkingu wytrasowano około trzykilometrową ścieżkę dydaktyczną wzdłuż umocnień niemieckich, do folwarku Morzyca. Teren w okolicach skansenu bogaty jest w pamiątki II wojny światowej – schrony bojowe i bunkry. 
Latem 2012 skansen był bardzo zaniedbany. Pawilony przy parkingu znajdowały się w ruinie, a ze sprzętu przy parkingu pozostały tylko trzy eksponaty: czołg T-34, haubica i działo przeciwlotnicze. Funkcjonowała natomiast zlokalizowana w centrum wsi Izba Pamięci Narodowej z wystawą Las świadkiem walk o Wał Pomorski – wyeksponowano tu obiekty świadczące o zniszczeniach drzewostanu w 1945 (np. odłamki tkwiące w pniach), broń i amunicję, zdjęcia, mapy oraz dokumenty żołnierskie.

## Galeria

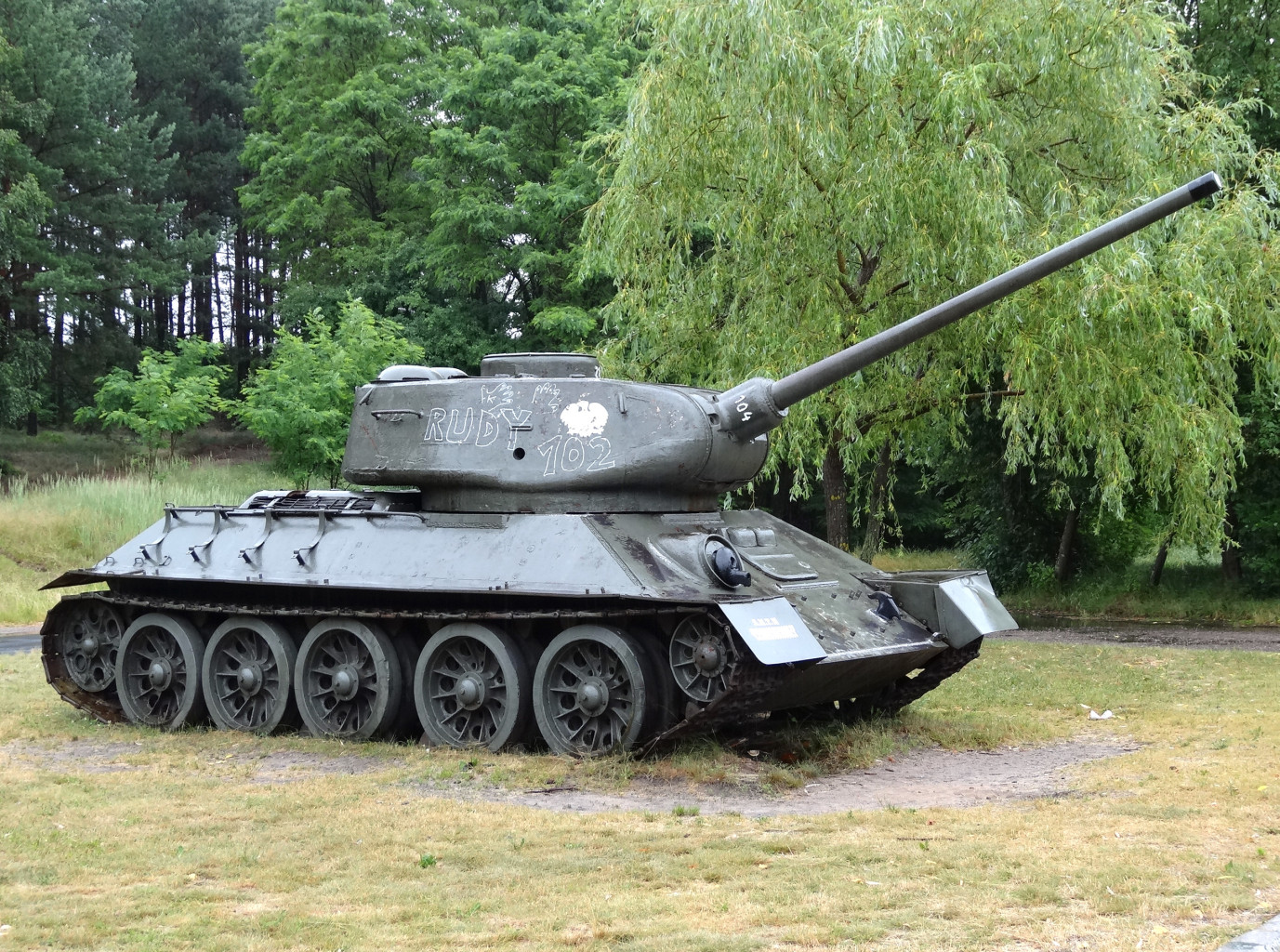
Czołg T-34-85
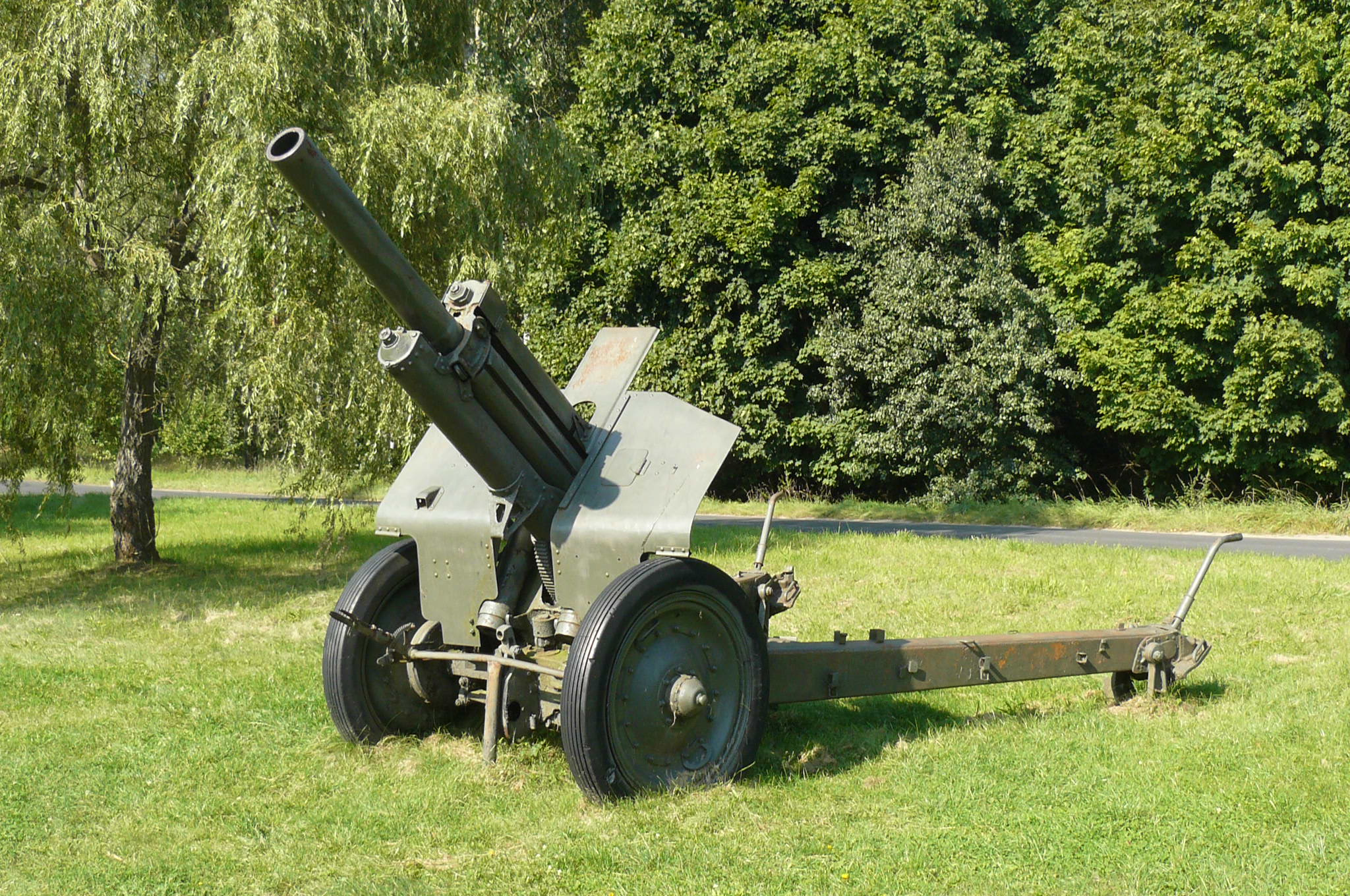
Haubica M-30
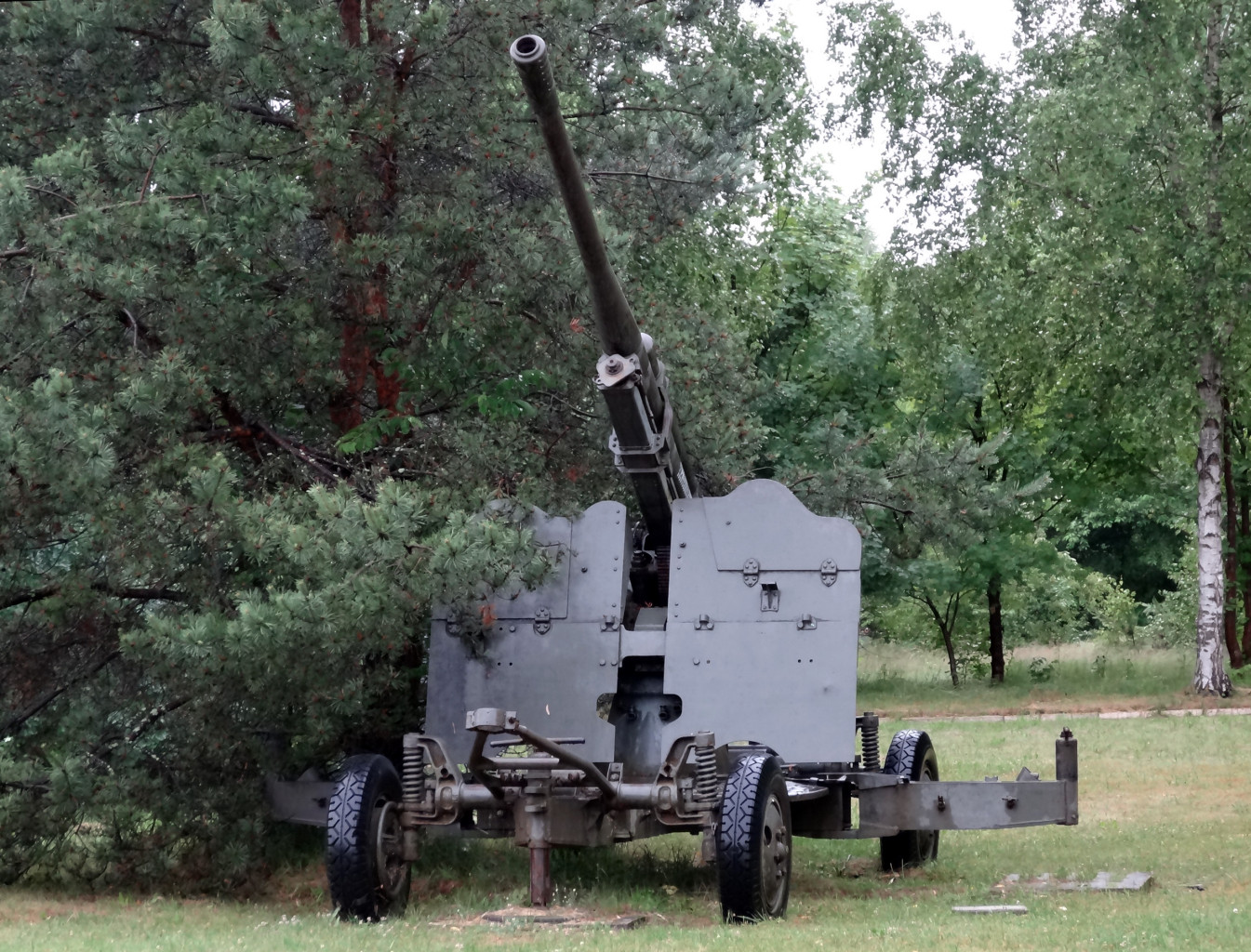
Armata przeciwlotnicza 52-K
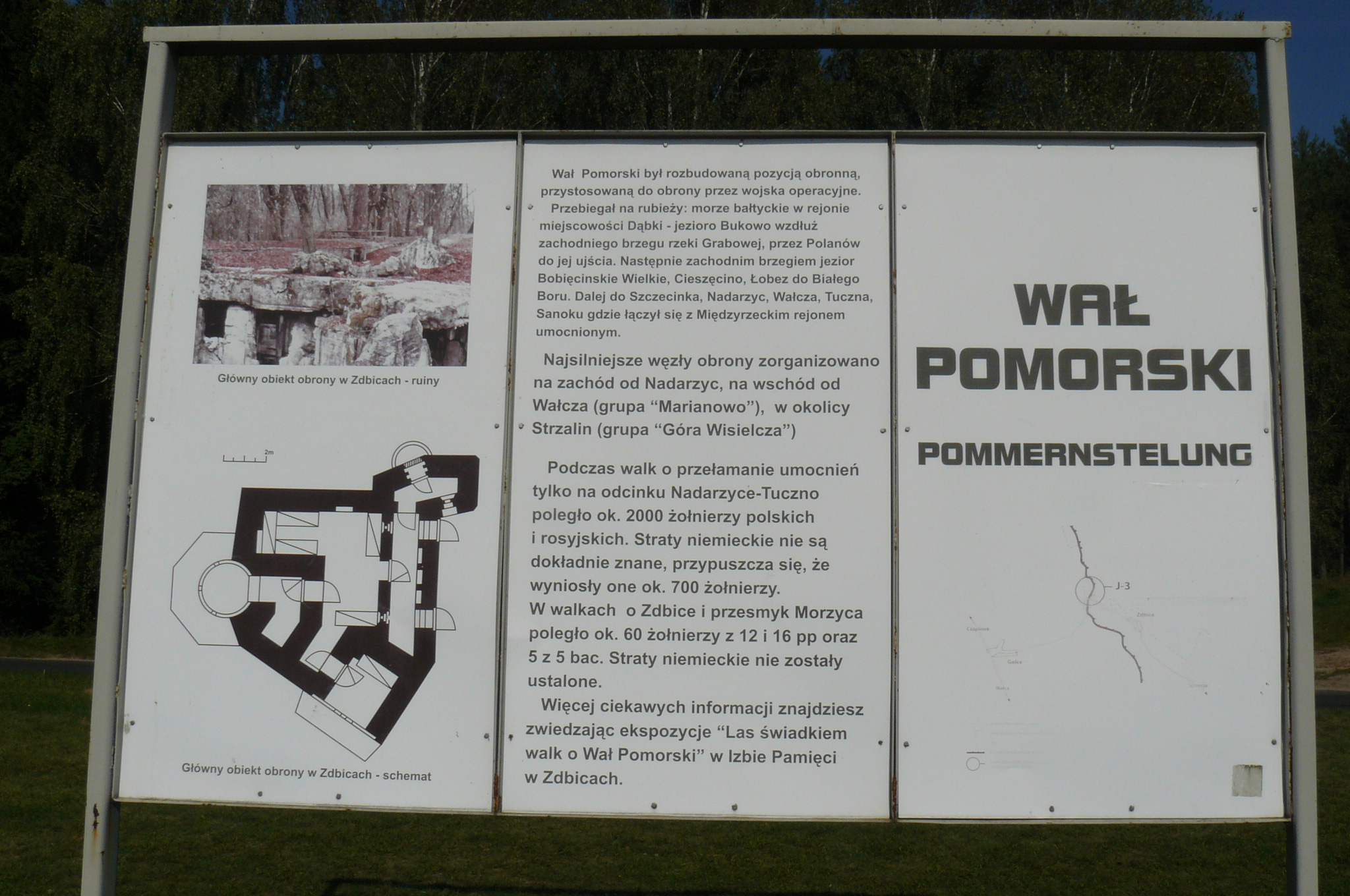
Tablica informacyjna
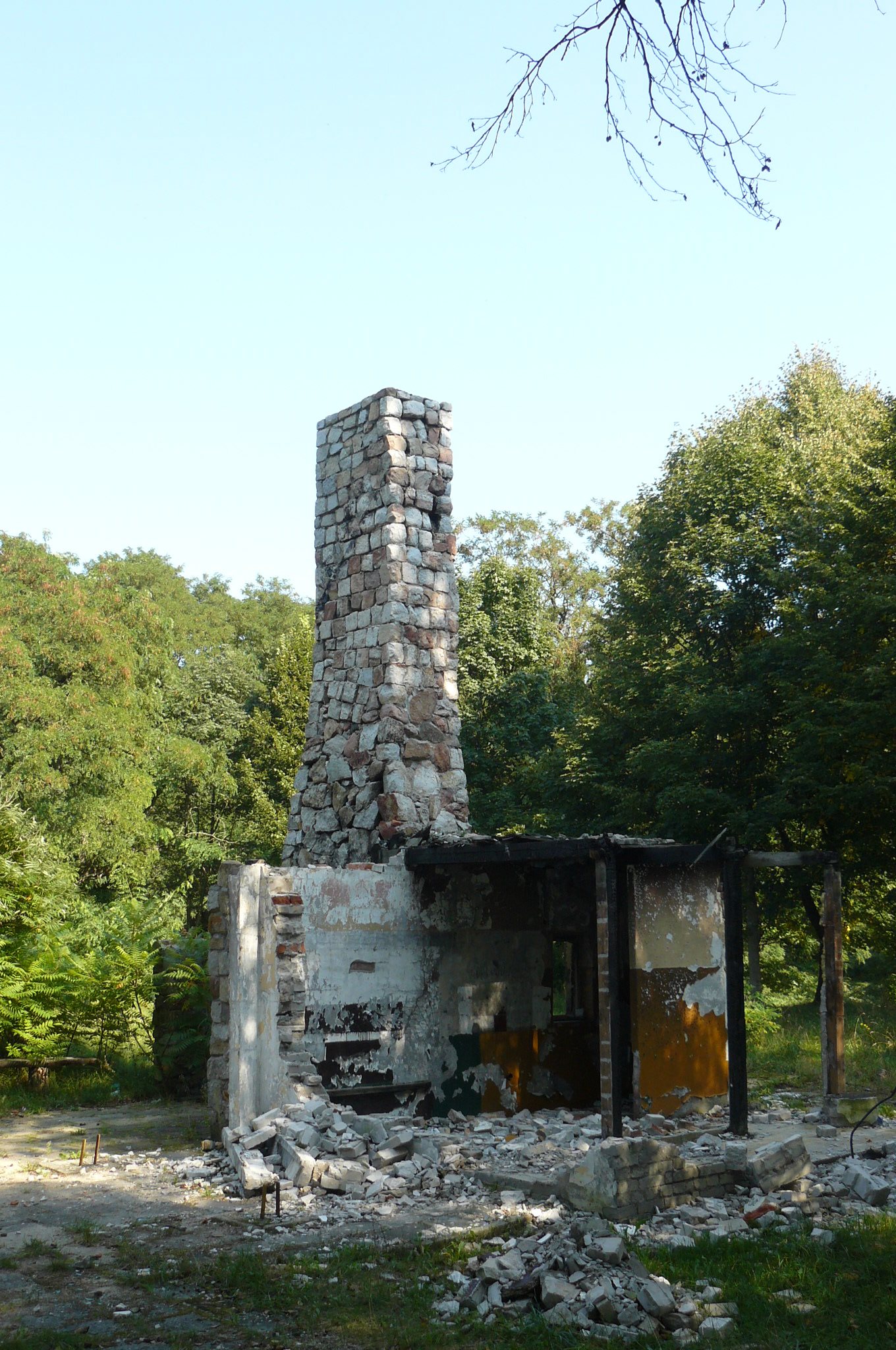
Ruina pawilonu dla turystów